# Lakhdar Belloumi
Lakhdar Belloumi (en àrab لخضر بلومي nascut el 28 de desembre, 1958 a Mascara, Algèria) és un exfutbolista i entrenador de futbol algerià.
És considerat un dels millors futbolistes algerians de la història. Belloumi passà la major part de la seva carrera al seu país natal, als clubs GCR Mascara, de la seva ciutat natal, i als MC Alger i MC Oran. També passà una breu estada a Qatar. Guanyà dues lligues algerianes de futbol. Amb la selecció algeriana participà en els Jocs Olímpics d'Estiu de 1980 i en els Mundials de 1982 i 1986. Disputà un total de 87 partits i marcà 40 gols amb la selecció. L'any 1981 fou nomenat Futbolista africà de l'any.